# Wemyaoghin
Wemyaoghin, également orthographié Ouémyaoguin ou Ouémyaoghin, est une commune rurale située dans le département de Zoungou de la province du Ganzourgou dans la région Plateau-Central au Burkina Faso.

## Géographie
Wemyaoghin est situé à environ 4 km au sud-est de Zoungou, le chef-lieu du département, et à 12 km au sud-est de Zorgho.

## Économie
L'économie de Wemyaoghin est principalement axée sur l'agriculture permise par l'irrigation issue de la retenue d'eau du barrage en remblai situé à proximité.

## Santé et éducation
Le centre de soins le plus proche de Wemyaoghin est le centre de santé et de promotion sociale (CSPS) de Zoungou, tandis que le centre médical avec antenne chirurgicale (CMA) se trouve à Zorgho.